# 同じ月を見てた
「同じ月を見てた」は、GOING UNDER GROUNDのシングル。ビクターエンタテインメントのレーベルHAPPYHOUSEより2004年12月8日発売。

## 概要
メジャーデビュー後9枚目（通算12枚目）のシングルである。元々はカップリングの「サムネイル」をシングル候補曲として制作が進んでいたところ、「サムネイル」のレコーディング4日前に松本が持ち込んだ「同じ月を見てた」の出来がよかったために、悩んだ末に「同じ月を見てた」をタイトル曲とした。そのため、「気持ち的には両A面」であるとして、ジャケットには「同じ月を見てた」「サムネイル」が両A面表記されている。

## 収録曲
1. 同じ月を見てた
（作詞・作曲：松本素生）
MVはベースの石原聡の結婚式でGOING UNDER GROUNDが演奏するという設定のドラマ仕立てになっており、石原と女優の平良千春が主演した[2]。
松本は本曲について「歌の主人公が歌の中でちゃんと着地できるっていうような」「物語が作りたかった」と語っており[1]、サウンド面ではコーラスを多用したのが新たなチャレンジであったと述べている[3]。
2. サムネイル
（作詞・作曲：河野丈洋）
「サムネイル」という言葉から楽曲のイメージを膨らませて制作した。最初のアイデアから完成まで1年程度時間をかけて制作している[1]。

## 収録アルバム
同じ月を見てた
- h.o.p.s.
- BEST OF GOING UNDER GROUND with YOU
- COMPLETE SINGLE COLLECTION 1998-2008
- ALL TIME BEST〜20th STORY + LOVE + SONG〜

サムネイル
- h.o.p.s.
- THE BOX - B-SIDE COLLECTIONに収録。

### コンピレーション
- Ki/oon Records『ソラニン songbook』 （2010年4月21日）- 「同じ月を見てた」を収録[4]。